# Aaptosyax grypus
Genre
Espèce
Synonymes
- Aptosyax grypus Rainboth, 1991

Statut de conservation UICN

 CR A2acd : 
En danger critique
Aaptosyax grypus ou Saumon-carpe géant, unique représentant du genre Aaptosyax (monotypique), est une espèce de poissons appartenant à la famille des Cyprinidae.

## Description
Cette espèce peut mesurer jusqu’à 130 cm et peser jusqu’à 30 kg.

## Répartition
Aaptosyax grypus vit uniquement dans le cours moyen du Mékong, au nord du Cambodge, au Laos et en Thaïlande.

## Menaces
Cette espèce, très menacée, est classée en danger critique d'extinction par l'UICN, en raison d'une diminution de 90 % de ses effectifs. Cette espèce était considérée comme probablement éteinte depuis 2005 mais trois spécimens adultes ont été découverts au Cambodge entre 2020 et 2023.